# Езёро-Чарне (заповедник, Великопольское воеводство)
Заповедник «Езёро-Ча́рне» (пол. Jezioro Czarne) — заповедник в Польше в ландшафтном парке «Пуща-Зелёнка» на территории гмины Мурована-Гослина Познанского повята Великопольского воеводства, Польша. Заповедник назван именем озера Чарне. Располагается поблизости Познанского тракта.

## История
Заповедник был создан 2 июля 1959 года решением польского Министерства лесного хозяйства и деревообрабатывающей промышленности для охраны редких видов водной и торфяной растительности на зарастающем озере Чарне с преимущественным произрастанием на нём мечом-травой обыкновенной. Озеро Чарне переходит в торфяную болотистую местностью с плауночком заливаемым (Lycopodiella inundata).
В заповедники также произрастают Псевдокаллиергон трёхрядный (Pseudocalliergon trifarium), клюква, Росянка круглолистная и Росянка английская.
Заповедник имеет две различные части. Западную часть заповедника занимает болото, а восточную — ольховый лес.
Заповедник занимает площадь размером 16,7 гектаров.

## Источник
- Słownik krajoznawczy Wielkopolski, PWN, 1992, стр.90, ISBN 83-01-10630-1